# Jacques van Bijlevelt
Philippus Jacobus Arend (Jacques) van Bijlevelt (Den Haag, 14 juli 1885 – Voorburg, 18 januari 1971) was een Nederlands acteur en operazanger.

## Leven en werk
Van Bijlevelt werd in 1885 in Den Haag geboren als een zoon van de directeur van de Franse Opera te Den Haag. Hij volgde een ingenieursopleiding in België en hij kreeg tevens zanglessen. Hij maakte zijn debuut in 1911 als capulet in Romeo en Julia en nadien was hij werkzaam bij de Franse Opera in Den Haag. Samen met Lou Geels en Dick Poons debuteerde hij in Pukkel & Pukkel, een tournee voor militairen. Annie van Duyn debuteerde in 1927 in een operette bij zijn Nederlandsch Operette Gezelschap, waar eveneens Louisa Ghijs debuteerde. In 1942 speelde Van Bijlevelt in het toneelstuk Voerman Henschel. Tevens bezat hij een van de hoofdrollen in de Nederlandse film De vier Mullers. Hij vormde samen met Lou Steenbergen en Johan Boskamp een volkstoneelensemble. In 1951 werd Lou Geels gevraagd voor de leiding van het Haagse Gezelschap van Van Bijlevelt. 
Van Bijlevelt was getrouwd met de actrice Nelly Aenders. Hij overleed op een 85-jarige leeftijd te Voorburg. 